# Torre-Abrega
Torre-Abrega (in croato Tar-Vabriga) è un comune croato della Regione istriana.

## Origini del nome
La doppia denominazione deriva dai due principali centri abitati che costituiscono la municipalità: Torre, già Torre di Parenzo, capoluogo, e la vicina Abrega, già Abrega Parentina.

## Storia
L'area del comune è stata abitata da dinosauri risalenti a 60 milioni di anni fa, oggi infatti sono visibili varie impronte. Sono state scoperte anche ossa e zanne di mammut e resti di uomini primitivi.
Il territorio era inserito nel feudo monastico dell'abbazia di San Michele Sottoterra di Diliano di Visignano. Il feudo era un vasto territorio, compreso fra i territori di Parenzo e Montona, che da Visignano attraverso la vasta campagna di Colombera andava a Santa Domenica fino alla Madonna dei Campi e Visinada e Torre di Parenzo.
Nel 1060 l'imperatore Enrico IV concede al vescovo Adelmano di Parenzo la giurisdizione dell'abbazia di San Michele Sottoterra e da questa data il monastero perderà la sua indipendenza pur conservando ampia autonomia, ed il feudo monastico entrerà nei possedimenti ecclesiastici della Diocesi di Parenzo.
Dopo il 1077 il vescovo di Parenzo donò il feudo a Enrico di Eppenstein, marchese d'Istria.
Nel 1203 il paese è inserito nell'atto di ricognizione dei confini delle cosiddette “terre di S. Mauro”, nome che identificava il territorio di Parenzo, dal nome del vescovo San Mauro di Parenzo (V secolo); l'atto di ricognizione era stato disposto dal Patriarca di Aquileia Volchero, marchese d'Istria.
Torre appartenne dal 1267 al 1797 alla Repubblica di Venezia.
Il territorio fu abitato da popolazioni provenienti dalla Venezia Giulia e tra il XVI e il XVII secolo giunsero famiglie contadine provenienti dalla Dalmazia e da altre zone in fuga dalle conquiste ottomane.
Alla caduta della Repubblica di Venezia, nel 1797 Torre passò sotto la dominazione austriaca e poi della Francia napoleonica (1806 – 1814), all'interno delle Province illiriche. Col Congresso di Vienna Torre, con l'Istria, tornò sotto l'Austria.
Al termine della prima guerra mondiale dopo il trattato di Rapallo passò al regno d'Italia.
Al termine della seconda guerra mondiale passò alla Croazia nella federazione jugoslava. Come in diverse altre località dell'Istria, molti abitanti lasciarono il paese a causa dell'esodo istriano. 
Nel 1991 Torre divenne parte della Croazia indipendente.
Il comune è stato istituito ufficialmente nel 2006 separandosi dal comune di Parenzo.

### Simboli
Il simbolo rappresenta la torre con accanto un albero ed in alto a sinistra un sole. Lo stemma attuale riprende quasi totalmente lo stemma di Torre ai tempi della sovranità italiana. La bandiera del comune non è altro che stemma attuale su uno sfondo giallo.

## Economia

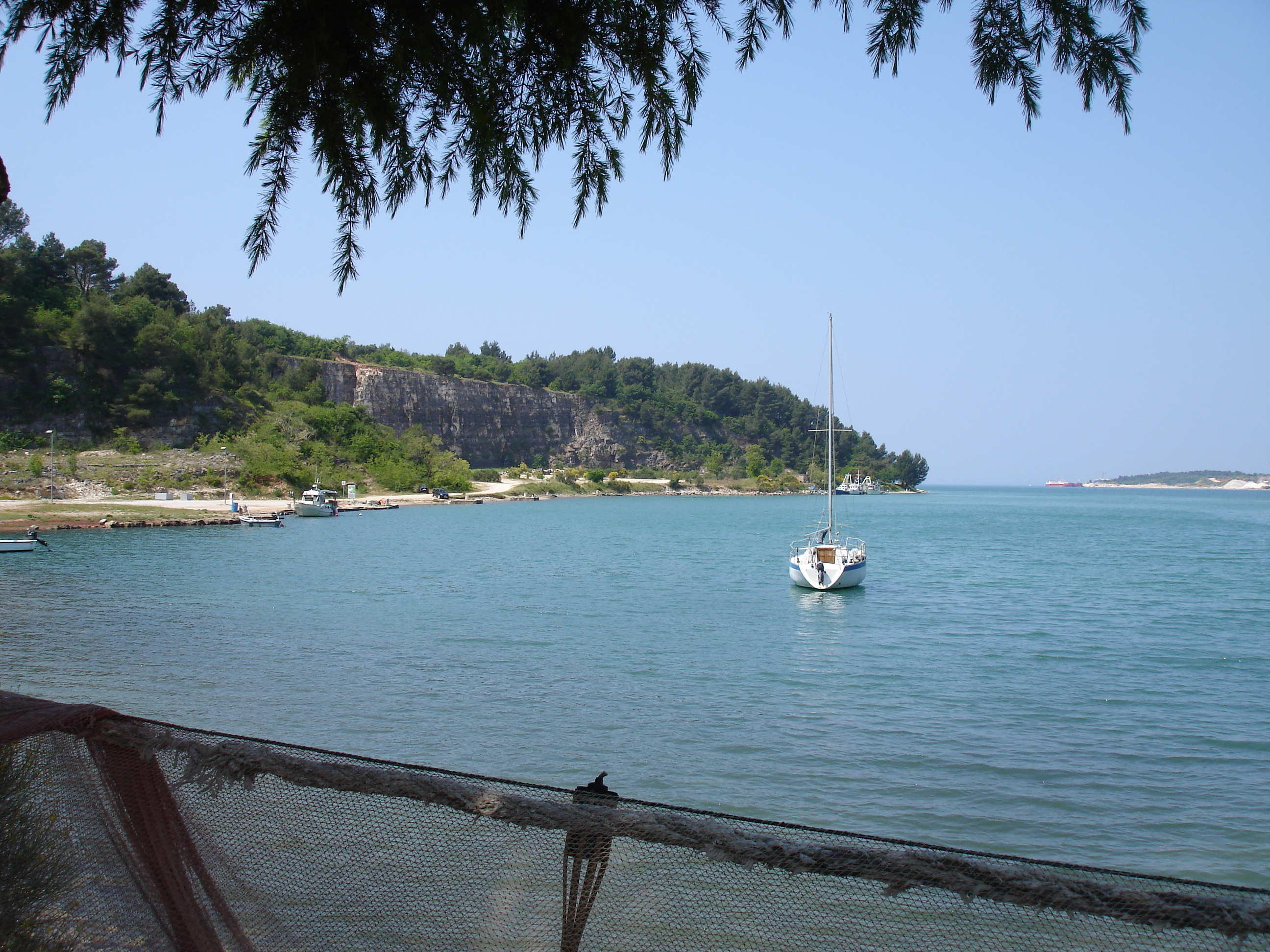
Vista da Torre

Le principali attività economiche si reggono sul turismo, l'agricoltura - viticoltura e olivicoltura in particolare - e la pesca e l'acquicoltura.

## Geografia antropica

### Località
Il comune di Torre-Abrega è suddiviso in 6 località:
| - Torre (Tar), sede comunale - Fratta (Frata) - Ghedda (Gedići) - Perzi (Perci) - Villa Rossa (o Rossini, Rošini) - Abrega (Vabriga) |

## Cultura
Particolarmente legato a Torre fu il pittore croato Zlatko Prica (1916 - 2003), che nel paese stabilì casa e atelier. Il territorio di Torre e della vicina Santa Marina fu ispirazione di molte sue opere.
Legato ad Abrega e a Torre è anche Ennio Machin (morto il 15.6.2014), figura di spicco della Comunità Nazionale Italiana in Croazia; Abrega e Torre ricorrono nei suoi racconti, e sono protagonisti del racconto "Quell'estate istriana di un piccolo fiumano" (raccolto in volume in "Rimembranze fiumane", Edit, 2008), nel quale l'autore ricorda la sua permanenza ad Abrega e a Torre nell'estate del 1943.

## Sport
La squadra più antica è il  NK Istra Tar, una squadra di calcio fondata nel 1968.  La divisa ufficiale è gialla e nera e attualmente la squadra compete nel campionato di calcio della Regione Istriana. Vi sono poi sodalizi sportivi di pallavolo, tennis da tavolo, bocce e golf.

## Associazionismo
Oltre a quelle sportive, a Torre sono attive diverse associazioni, tra le quali la Comunità degli Italiani Giovanni Palma, fondata nel 1947, l'Associazione dei diabetici di Torre-Abrega, l'Associazione degli ulivocultori Olea, l'Associazione dei pescatori Delfin, l'Associazione dei Pompieri Volontari Lampo.

## Società

### Evoluzione demografica
| Evoluzione demografica | Evoluzione demografica | Evoluzione demografica | Evoluzione demografica | Evoluzione demografica | Evoluzione demografica | Evoluzione demografica | Evoluzione demografica | Evoluzione demografica | Evoluzione demografica | Evoluzione demografica | Evoluzione demografica | Evoluzione demografica | Evoluzione demografica | Evoluzione demografica | Evoluzione demografica |
| ---------------------- | ---------------------- | ---------------------- | ---------------------- | ---------------------- | ---------------------- | ---------------------- | ---------------------- | ---------------------- | ---------------------- | ---------------------- | ---------------------- | ---------------------- | ---------------------- | ---------------------- | ---------------------- |
| 1857                   | 1869                   | 1880                   | 1890                   | 1900                   | 1910                   | 1921                   | 1931                   | 1948                   | 1953                   | 1961                   | 1971                   | 1981                   | 1991                   | 2001                   | 2011                   |
| 1.027                  | 1.132                  | 1.308                  | 1.614                  | 1.996                  | 2.317                  | 2.247                  | 2.346                  | 2.126                  | 1.852                  | 1.523                  | 1.335                  | 1.357                  | 1.460                  | 1.590                  | 1.990                  |

### La presenza autoctona di italiani
È presente una comunità di italiani autoctoni che rappresentano una minoranza residuale di quelle popolazioni italofone che abitarono per secoli la penisola dell'Istria e le coste e le isole del Quarnaro e della Dalmazia, territori che appartennero alla Repubblica di Venezia. La presenza degli italiani a Torre-Abrega è drasticamente diminuita in seguito all'esodo giuliano dalmata, che avvenne dopo la seconda guerra mondiale e che fu anche cagionato dai "massacri delle foibe".
Sull'intero territorio comunale vige il bilinguismo ufficiale croato/italiano, grazie alla presenza di una ancora cospicua comunità italiana autoctona, la quale usa comunemente il dialetto istro-veneto. La minoranza italiana ha fondato nel 1947 la Comunità degli Italiani di Torre "Giovanni Palma". Il sodalizio aderisce all'Unione Italiana.

### Lingue e dialetti
| %      | Ripartizione linguistica (gruppi principali) |
| ------ | -------------------------------------------- |
| 74,27% | madrelingua croata                           |
| 21,71% | madrelingua italiana                         |
| 0,45%  | madrelingua macedone                         |
| 0,65%  | madrelingua slovena                          |
| 0,45%  | madrelingua serba                            |